# 광학적 깊이
광학적 깊이(광학두께, Optical depth)는 투명도의 측정이다. 경로 상에서 산란되거나 흡수된 빛의 일부분에 대하여 음수 로그로 정의된다. 

## 광학적 깊이의 정의
광학적 깊이는 물질을 지나는 동안에 산란 또는 흡수에 의해 제거되는 빛의 양을 나타낸다. 만약 {\displaystyle I_{0}} 가 원천에서 복사의 세기이고 {\displaystyle I}가 경로를 지난 후에 관측된 세기라면 광학적 깊이는 주어진 식으로 정의된다.
{\displaystyle I/I_{0}=e^{-\tau }\,}

## 광학적 깊이의 예시
상상할 수 있는 광학적 깊이의 한 방법은 안개이다. 당신과 물체 사이의 안개는 바로 당신 앞에서 광학적 깊이 0을 가지게 된다. 물체가 움직임에 따라 광학적 깊이는 물체가 더 이상 보이지 않는 큰 값에 도달할 때까지 증가한다.

## 대기의 광학적 깊이
대기과학에서 흔히 지구 표면에서 우주공간까지 수직한 경로로 대응함으로써 대기의 광학적 깊이로 언급된다; 평소에 광학적 깊이는 관측자의 고도에서 우주공간까지이다. {\displaystyle \tau }가 수직한 경로로 언급된 이래로 비스듬한 경로는 {\displaystyle \tau '=m\tau }이다. {\displaystyle m}은 대기량(airmass)으로 평행한 평면 대기에 대해 {\displaystyle m=1/\cos \theta }로 정의되며 {\displaystyle \theta }는 주어진 경로에 대응하는 천정각(zenith angle)이다. 그러므로
{\displaystyle I/I_{0}=e^{-m\tau }.\,}
대기의 광학적 깊이는 레일리 산란, 에어로졸, 기체의 흡수 같은 몇 몇 요소로 분리될 수 있다. 대기의 광학적 깊이는 태양 측광기로 측정될 수 있다.
또 다른 예는 천문학에서 별의 표면에서 광학적 깊이가 2/3로 정의된 별의 광구이다. 이것은 광구에서 방출된 각 광자는 당신에게 도달하기 전에 평균적으로 보다 적은 산란을 경험한다는 것을 의미한다. 광학적 깊이 2/3의 온도에서 별(원래의 유도는 태양에 대한 것이다)에 의해 방출된 에너지는 관측한 방출된 총 에너지와 같다.
주어진 물질의 광학적 깊이는 빛의 다양한 색 (파장)에 대하여 다를 것이다.
행성의 고리에 대한 광학적 깊이는 고리가 원천과 관측자 사이에 위치할 때 고리에 가려진 빛의 부분이다.
이것은 대개 항성의 엄폐 관측에 의해 얻어진다.

## 기본원리에서 계산
원자 물리학에서 원자구름의 광학적 깊이는 원자의 양자 역학적 특성으로부터 계산될 수 있다. 이것은 
{\displaystyle \tau ={\frac {d^{2}\nu N}{2c\hbar \epsilon _{0}A\gamma }}}
로 주어진다. {\displaystyle d}는 천이 쌍극자 모멘트, {\displaystyle \gamma }은 천이의 선폭, {\displaystyle \nu }는 진동수, {\displaystyle N}은 원자의 수, {\displaystyle A}는 빛의 단면적을 나타낸다.

## 같이 보기
- 대기량
- 연무질
- 비어-람베르트 법칙
- 복사전달
- 투명